# Homo heidelbergensis
Homo heidelbergensis („Heidelberger Mensch“) oder Heidelbergmensch ist eine ausgestorbene Art der Gattung Homo, die von Otto Schoetensack 1908 benannt wurde. Dieser Art werden insbesondere Fossilien aus dem europäischen Mittelpleistozän zugeordnet, die 600.000 bis 200.000 Jahre alt sind.
Homo heidelbergensis ging aus Homo erectus hervor und entwickelte sich vor etwa 200.000 Jahren in Europa zum Neandertaler (Homo neanderthalensis) weiter. Da es keine klare Trennungslinie zwischen Homo erectus und Homo heidelbergensis bzw. Homo heidelbergensis und Neandertaler gibt, ist die Zuordnung vieler Funde zur einen oder zur anderen Chronospezies bis heute unter Paläoanthropologen – zwischen sogenannten Lumpern und Splittern – umstritten. Manche Forscher deuten einen Teil der Homo heidelbergensis zugeordneten Funde als bloße Varianten von Homo erectus.

## Namensgebung

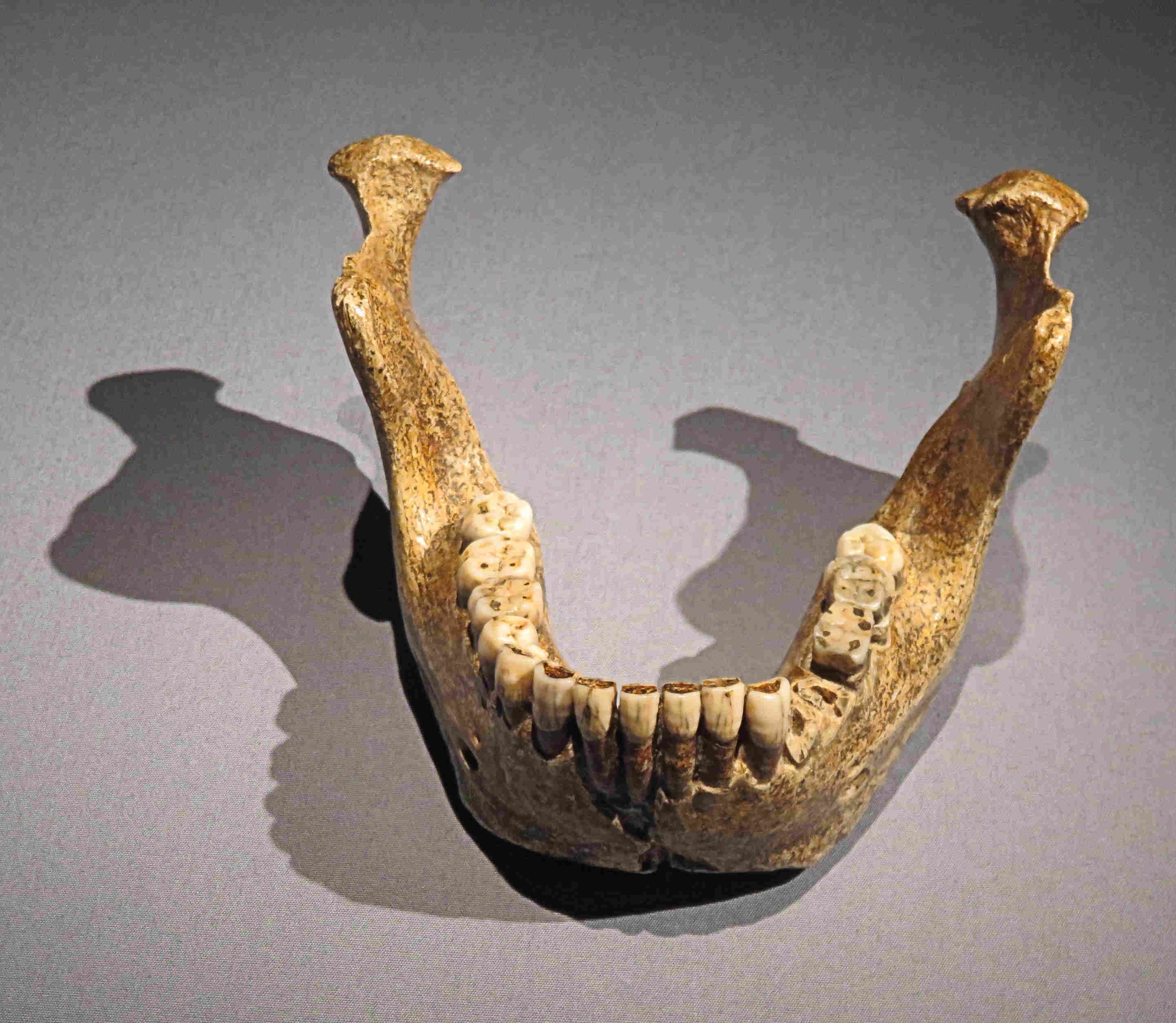
Der Unterkiefer von Mauer (Original)

Die Bezeichnung der Gattung Homo ist abgeleitet von lateinisch hŏmō [ˈhɔmoː] „Mensch“. Das Art-Epitheton heidelbergensis erinnert an den Fundort des Typusexemplars in der Nähe von Heidelberg. Homo heidelbergensis bedeutet somit „Heidelberger Mensch“.
Bei der Wahl der Bezeichnung Homo heidelbergensis folgte Otto Schoetensack einer Tradition, die der irische Geologe William King 1864 nach dem Fund von fossilen Homo-Knochen in einem „Neandertal“ genannten Abschnitt des Tals der Düssel begründet hatte; auch er hatte ein einziges „menschliches Gerippe“ als neue Art (Homo neanderthalensis bzw. Homo Neanderthalensis) benannt. Solche Verweise auf den Fundort einzelner Fossilien wählten beispielsweise in den 1920er-Jahren auch Arthur Smith Woodward (Homo rhodesiensis) und Davidson Black (Sinanthropus pekinensis), in den 1930er-Jahren Fritz Berckhemer (Homo steinheimensis) sowie nach wiederholten Knochenfunden auf Java in den 1940er-Jahren Gustav Heinrich Ralph von Koenigswald (Meganthropus paleojavanicus); das jüngste Glied dieser Traditionskette ist Homo floresiensis.
Die Bezeichnung Homo heidelbergensis blieb jedoch bis in die 1980er-Jahre hinein – wenn überhaupt – allein auf den Unterkiefer von Mauer bezogen. Dies änderte sich erst, nachdem diverse andere, vergleichbar alte Fossilien entdeckt und deren anatomische Ähnlichkeit nachgewiesen worden war.

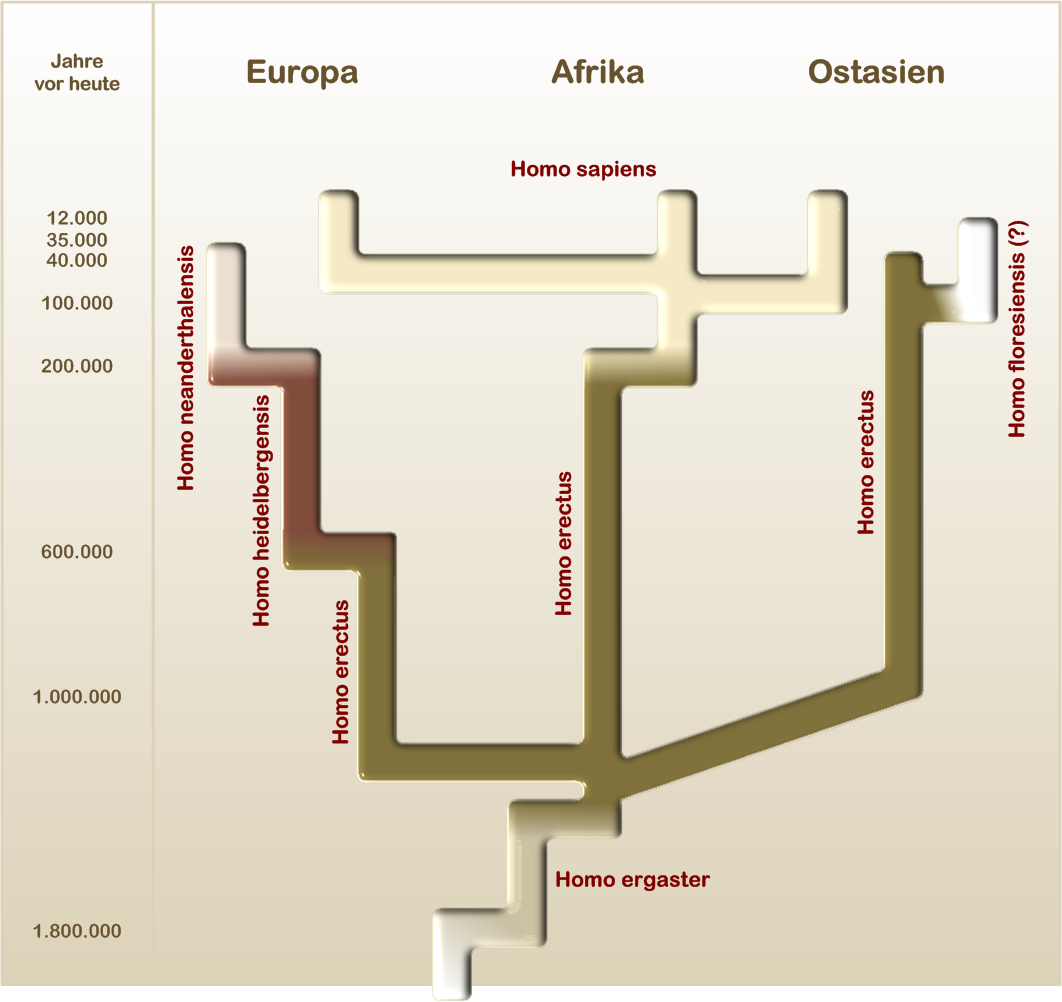
Phylogenetischer Baum der Gattung Homo, in dem eine weite Verbreitung von Homo erectus unterstellt wird. Die jüngsten Befunde zum Genfluss der Neandertaler zu Homo sapiens sind hier nicht berücksichtigt.

Chris Stringer betonte 2012 in seiner Stammbaum-Hypothese die von ihm unterstellte zentrale Position von Homo heidelbergensis als Bindeglied zwischen Neandertaler, Denisova-Mensch und Homo sapiens; andere Paläoanthropologen ordnen die hier als heidelbergensis ausgewiesenen afrikanischen Funde noch Homo erectus zu. Rechts außen deutet Stringer an, dass in Afrika einige genetische Auffälligkeiten nachgewiesen wurden, die auf einen dritten Genfluss von einer bislang ungeklärten Vormenschen-Population zum anatomisch modernen Menschen hinzuweisen scheinen. Beim asiatischen Homo erectus betont Stringer die Trennung in Peking-Mensch und Java-Mensch, und er interpretiert Homo antecessor als frühen europäischen Zweig von Homo erectus. Die Herkunft von Homo floresiensis ist ungeklärt.

## Das Typusexemplar
Holotypus  von Homo heidelbergensis ist der Unterkiefer von Mauer, dem heute ein Alter von 609.000 ± 40.000 Jahren zugeschrieben wird. Dieses Fossil wurde am 21. Oktober 1907 von dem Leimener Tagelöhner Daniel Hartmann beim Sandschippen in einer Sandgrube der Gemeinde Mauer gefunden und 1908 von Otto Schoetensack korrekt als „präneandertaloid“ beschrieben.
Der Unterkiefer von Mauer ist das bislang älteste Fossil der Gattung Homo, das in Deutschland geborgen wurde.

## Zur Abgrenzung von anderen Arten der GattungHomo
1974 erkannte Chris Stringer, dass die Fossilien Petralona 1 aus Griechenland und Kabwe 1 aus Sambia sich deutlich von den Neandertaler-Funden unterscheiden. 1981 analysierten zwei Forscher die dem Cromer-Komplex zuzuordnenden Säugetier-Fossilien aus der Fundschicht des Fossils Petralona 1 und bemerkten, dass sie auffällige Gemeinsamkeiten mit den Säugetier-Funden aus Mauer aufweisen. 1983 publizierte Chris Stringer schließlich eine Studie, in der er auf diverse gemeinsame Merkmale des Schädels Petralona 1 („Archanthropus europeaus petraloniensis“), des Unterkiefers von Mauer, des Schädels Arago XXI aus Frankreich (Homo erectus tautavelensis) und des Schädels Kabwe 1 (Homo rhodesiensis) hinwies. Zugleich äußerte Stringer die Vermutung, dass diese Funde an der gemeinsamen Basis von Neandertaler und anatomisch modernem Menschen stehen. Daher könnten sie als eigene Art betrachtet und als Homo heidelbergensis bezeichnet werden – gemäß der Konvention, dass der älteste Name der gültige ist.
In den folgenden Jahren stellten einige Forschergruppen die bislang international weitgehend einheitlichen Art-Zuordnungen von jüngeren Fossilien in die Gattung Homo infrage. Dies betraf zum einen den Neandertaler, der bis dahin Homo sapiens neanderthalensis  genannt worden war und somit als Unterart von Homo sapiens neben dem anatomisch modernen Menschen (Homo sapiens sapiens) stand. Dem Neandertaler wurde nun der Status einer eigenen Art zuerkannt (Homo neanderthalensis), ebenso dem modernen Menschen (Homo sapiens) – eine Änderung der Namenskonventionen, die sich in den 1990er-Jahren international durchsetzte und auch dem Umstand geschuldet war, dass andernfalls der letzte gemeinsame Vorfahre von zwei Unterarten bereits mit dem gemeinsamen Artnamen (hier: Homo sapiens) hätte benannt werden müssen. Die Unterschiede zwischen dem Neandertaler und seiner Vorläuferart (später europäischer Homo erectus bzw. Homo heidelbergensis) „deutet man am besten als zeitlichen Wandel einer Abstammungslinie. Manche bruchstückhaften Funde (zum Beispiel aus Biache Saint-Vaast, Arrondissement Arras in Frankreich) kann man sogar ohne Weiteres beiden Arten zuordnen.“
Gleichzeitig wurden zunächst vor allem von US-amerikanischen Forschern Einwände gegen die Definition des Taxons Homo erectus geäußert, das seit den 1950er-Jahren Funde aus Asien, Afrika und Europa umfasste, obwohl die morphologischen Merkmale der afrikanischen und der europäischen Funde erheblich von den Merkmalen des asiatischen Typusexemplars der Art Homo erectus abweichen. Von diesen Forschern „wurde dieses umfassende Taxon aus chronologischen und geographischen Erwägungen aufgespalten“; Homo erectus wird von diesen Forschern seitdem „als Vertreter einer spezifisch ostasiatischen Stammlinie“ ausgewiesen. Die ältesten bis dahin zu Homo erectus gestellten afrikanischen Fossilien werden von diesen Forschern als Homo ergaster bezeichnet, die jüngeren – zum Beispiel die Fossilien aus Kabwe, Petralona, Arago und laut Ian Tattersall auch der Bodo-Schädel aus Äthiopien – als Homo heidelbergensis. Dieser Konvention zufolge entwickelte sich Homo ergaster in Afrika zu Homo heidelbergensis fort, während aus Afrika nach Asien ausgewanderte Gruppen von Homo ergaster sich in Asien zu Homo erectus entwickelten. Diese Konvention wurde beispielsweise 2008 auch von Bernard Wood und 2015 von Ian Tattersall vorgeschlagen, die damit – wie 25 Jahre zuvor Chris Stringer – Homo heidelbergensis zugleich als den letzten gemeinsamen Vorfahren von Homo neanderthalensis und Homo sapiens interpretierten.
Dieser Konvention haben sich bisher allerdings nicht alle Forscher angeschlossen, so dass – je nach Vorliebe der einzelnen Autoren – bestimmte Fossilien zu völlig unterschiedlichen Arten gestellt werden. Es wurde sogar eingewandt, dass selbst diese Konvention noch viel zu unterschiedlich aussehende Fossilien zu einer Art bündele. Die britische Paläoanthropologin Leslie Aiello wurde beispielsweise in der Fachzeitschrift Science zitiert, beim so definierten Homo heidelbergensis handele es sich um ein „Papierkorb-Taxon“; sie schlug vor, die Art Homo heidelbergensis europäischen Fossilien vorzubehalten und die afrikanischen Nachkommen von Homo ergaster zu einer bislang noch nicht festgelegten Art zu erheben. In der Folge wurde unter anderem vorgeschlagen, die in Afrika entdeckten unmittelbaren Vorfahren des Homo sapiens von Homo heidelbergensis abzuspalten und als Homo rhodesiensis zu bezeichnen, aber auch dieser Vorschlag hat sich bisher international nicht durchgesetzt.
Vor allem europäische, aber auch einige US-amerikanische Forschergruppen stehen somit bis heute – mit geringfügigen Modifikationen – dazu, dass Homo erectus ein umfassendes Taxon ist, dem zumindest asiatische und afrikanische Fossilien zugeordnet werden können. Ihrer Deutung der bisher bekannten Fossilien zufolge ist Homo erectus in Afrika aus Homo ergaster hervorgegangen und sowohl nach Asien als auch nach Europa ausgewandert. In Europa haben sich die Nachfahren dieser Auswanderer schließlich zum Neandertaler entwickelt.
Ein Teil dieser Forscher bezeichnete zeitweise auch die Funde von so genannten Prä-Neandertalern (= „Vor-Neandertalern“; europäischen Fossilien, die älter als 200.000 Jahre sind) als lokale, europäische Unterarten von Homo erectus; Beispiele hierfür sind die Bezeichnungen Homo erectus tautavelensis und Homo erectus bilzingslebensis. Diese Zuordnung der Fossilien hatte zur Folge, dass auch der Unterkiefer von Mauer als Homo erectus heidelbergensis bezeichnet und somit von diesen Forschern auf den Artnamen Homo heidelbergensis völlig verzichtet wurde. In jüngster Zeit durchgesetzt hat sich aber auch bei diesen Forschern die Lehrmeinung, der zufolge die frühen europäischen Nachfahren der afrikanischen Auswanderer – und nur diese – als Homo heidelbergensis bezeichnet werden. Gleichwohl wird der Unterkiefer von Mauer beispielsweise in der Dauerausstellung des Phyletischen Museums in Jena weiterhin als Homo erectus bezeichnet.
Noch weitergehend wurde im Jahr 2021 vorgeschlagen, das Taxon Homo heidelbergensis abzuschaffen und alle europäischen Fossilien aus dem Mittelpleistozän, die Merkmale der Neandertaler besitzen – einschließlich des Unterkiefers von Mauer – dem Taxon Homo neanderthalensis zuzuordnen.

„Wenn man Arten als natürliche Populationen definiert, die von anderen solchen Gruppen reproduktiv isoliert sind, so bezieht sich das auf Populationen, die zur selben Zeit am gleichen Ort leben. In der Paläontologie hat man es aber oft mit kontinuierlichen Übergängen zu tun, bei denen Arten in einer einzigen Stammlinie allmählich auseinander hervorgehen. In solchen Fällen ist eine objektive Abgrenzung unmöglich. Aus pragmatischen Gründen nimmt man diese aber trotzdem vor, da die Art H. sapiens bis zu den ersten Einzellern zurückreichen würde, wenn man ihre Stammlinie nicht in Vorfahren- und Nachkommenarten unterteilt. Abgrenzungen innerhalb einer Stammlinie – beispielsweise zwischen H. erectus, H. heidelbergensis und H. sapiens – beinhalten also ein subjektives Element, und es sind auch andere Einteilungen möglich.“

## Merkmale
Eine im Jahr 2022 veröffentlichte Schätzung kam zu dem Ergebnis, dass es in Westeuropa vor rund 560.000 bis 360.000 Jahren selbst während der Kaltzeiten genug Nahrung und Raum für 13.000 bis 25.000 Individuen gegeben habe.

### Skelett

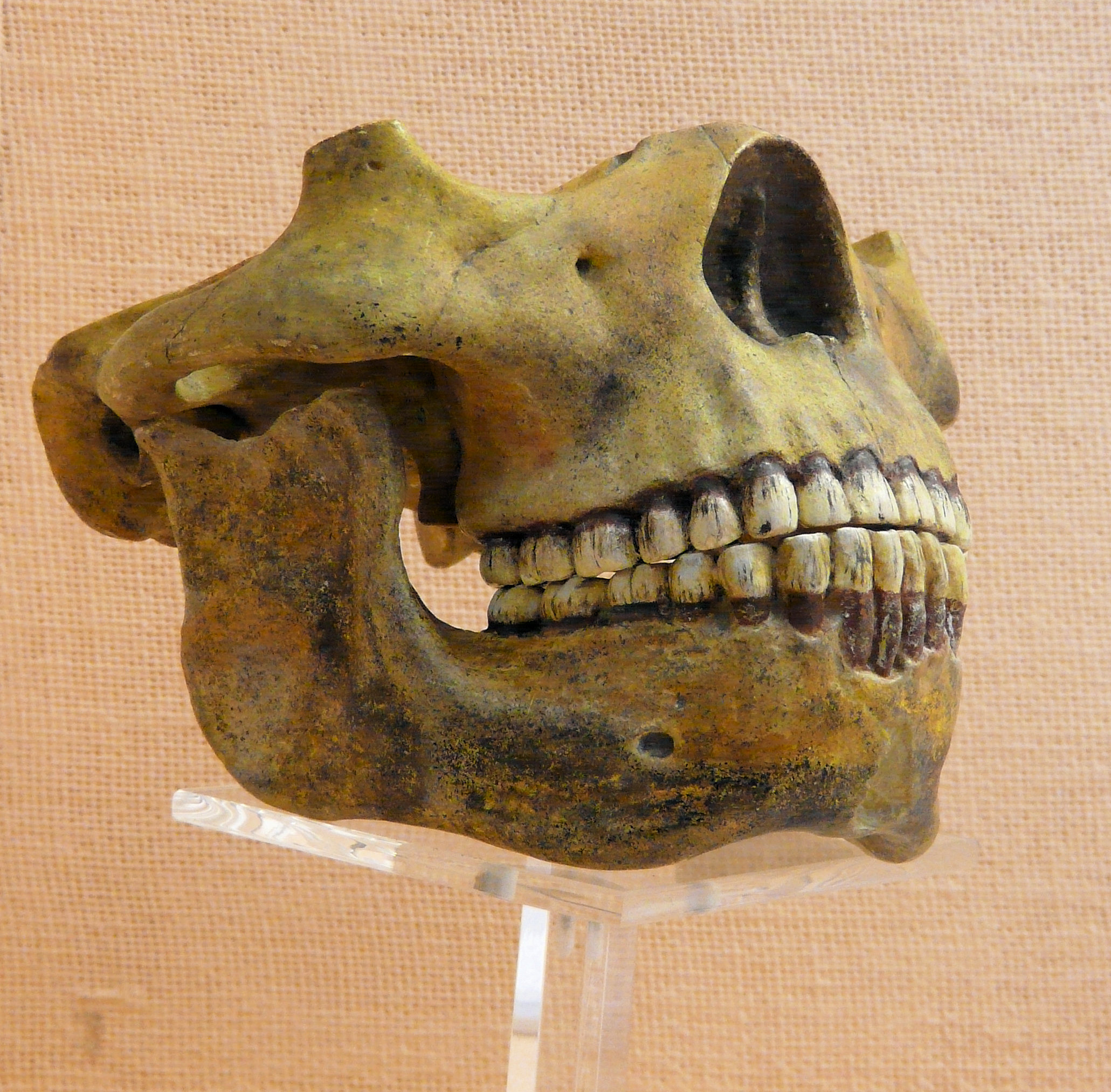
Der Unterkiefer von Mauer und ein passender Oberkiefer anderer Herkunft (Nachbildungen)

Die meisten Einzelfunde von Homo heidelbergensis sind Fragmente von Schädeln und Unterkiefern. Die aufschlussreichsten Funde – darunter 28 sehr vollständig erhaltene Individuen – aus der Epoche des Homo heidelbergensis stammen aus der Sima de los Huesos, einer Höhle bei Burgos in Spanien. Ihr Alter wurde 2014 auf 430.000 Jahre vor heute datiert; zuvor waren deutlich höhere Altersangaben publiziert worden. Die spanischen Erforscher bezeichnen allerdings zumindest die ältesten Funde aus dieser Höhle – deren Alter auf „ungefähr 650.000 Jahren“ geschätzt wurde – als eigenständige Art (Homo antecessor); diese Sonderstellung ist jedoch international nicht anerkannt.
Als besonders aussagekräftig gilt der Schädel Atapuerca-5 („Miguelón“, siehe Abb. im Kopf des Artikels), der auch von der spanischen Paläoanthropologin Ana Gracia Téllez zu Homo heidelbergensis gestellt wird. An ihm erkennt man über den Augenhöhlen deutlich einen durchlaufenden Überaugenwulst, der über der Nase eine Biegung nach unten aufweist. Aufgrund des breiten Nasenrückens sind die Augenhöhlen recht weit voneinander entfernt. Nase und Unterkiefer treten – einer Schnauze gleich – im Verhältnis zu den Wangenknochen deutlich hervor. Die Stirn ist niedriger als bei den späteren Neandertalern. Charakteristisch für Homo heidelbergensis ist ferner ein großer Ober- und Unterkiefer, wobei sich – wie beim Typusexemplar aus Mauer und bei den Neandertalern – hinter dem dritten Molaren eine Lücke befunden haben dürfte, in die noch ein weiterer Zahn gepasst hätte.
Das mittlere Gehirnvolumen von zehn in Spanien entdeckten Schädeln „beträgt 1274 cm³ bei einer Schwankungsbreite von 1116 bis 1450 cm³. Damit ist es geringfügig kleiner als bei Neandertalern und Jetztmenschen.“ Der Knochenbau unterhalb des Halses ist hingegen bislang nur unzureichend bekannt: Zwar wurden zahlreiche Knochen-Bruchstücke geborgen, es wurden bisher aber nirgends assoziierte Überreste eines einzigen Individuums beschrieben. Schätzungen auf der Basis von 27 Langknochen aus der Sima de los Huesos ergaben für Homo heidelbergensis eine Körpergröße von ca. 164 cm, wobei die Männer etwas größer als die Frauen gewesen sein dürften. Das Körpergewicht wird auf 60 bis 80 kg geschätzt. Von 17 Schädelfunden aus der Sima de los Huesos wurde ferner abgeleitet, dass die Zähne, der Kauapparat und die Gesichtsknochen dieser spanischen Population – deutlich früher als andernorts bislang belegt – die charakteristischen Merkmale der späteren Neandertaler aufwiesen, während die Schädelkapsel noch „primitive“ Merkmale aufwies.
Als gesichert gilt laut einer Übersichtsarbeit aus dem Jahr 2010 ferner, dass Zähne und Knochen des relativ grazilen Unterkieferfragments Arago XXIII aus der Höhle von Arago eindeutige morphologische Merkmale mit dem kräftigen Unterkiefer von Mauer teilen und dass alle Funde aus dieser Höhle eine einheitliche hominine Gruppe repräsentieren. Damit kann auch die Verbreitung von Homo heidelbergensis über einen großen Bereich Europas als gesichert gelten. In dieser Studie wurde jedoch zugleich darauf hingewiesen, dass nicht alle Fossilien dieser Epoche ähnlich eindeutige Merkmale mit dem Holotypus aus Mauer teilen. Die Variabilität der anatomischen Merkmale könne auch bedeuten, dass zwischen 600.000 und 300.000 vor heute zwei Homo-Arten definiert werden könnten.

### Analyse von mitochondrialer DNA
Aufsehen erregte Ende 2013 ein genetischer Befund aus der Sima de los Huesos. Forschern des Max-Planck-Instituts für evolutionäre Anthropologie war es gelungen, mitochondriale DNA (mtDNA) aus einem Oberschenkelknochen (Femur XIII) zu gewinnen, dessen Alter anhand der molekularen Uhr auf rund 400.000 Jahre geschätzt wurde. Die DNA-Sequenzierung dieser mtDNA ergab ein hohes Maß an Gemeinsamkeiten mit der mtDNA der Denisova-Menschen, deren Existenz bis dahin nur durch wenige Funde aus dem Altai-Gebirge im südlichen Sibirien bekannt war. Ebenfalls anhand der molekularen Uhr wurde geschlossen, dass die Population, zu welcher der ehemalige Besitzer des Oberschenkelknochens gehörte, 300.000 Jahre zuvor gemeinsame Vorfahren mit den Denisova-Menschen hatte. Der Leiter der mtDNA-Studie, Matthias Meyer, vermutete daher, dass die spanische Population des Homo heidelbergensis eine Vorfahren-Population besaß, „aus der später sowohl die Neandertaler als auch die Denisova-Menschen hervorgegangen sind.“ Chris Stringer erwähnte in diesem Zusammenhang, dass die von spanischen Forschern als Homo antecessor bezeichneten, deutlich älteren Funde als Kandidaten für eine solche Vorfahren-Population infrage kommen könnten.

### Kultur

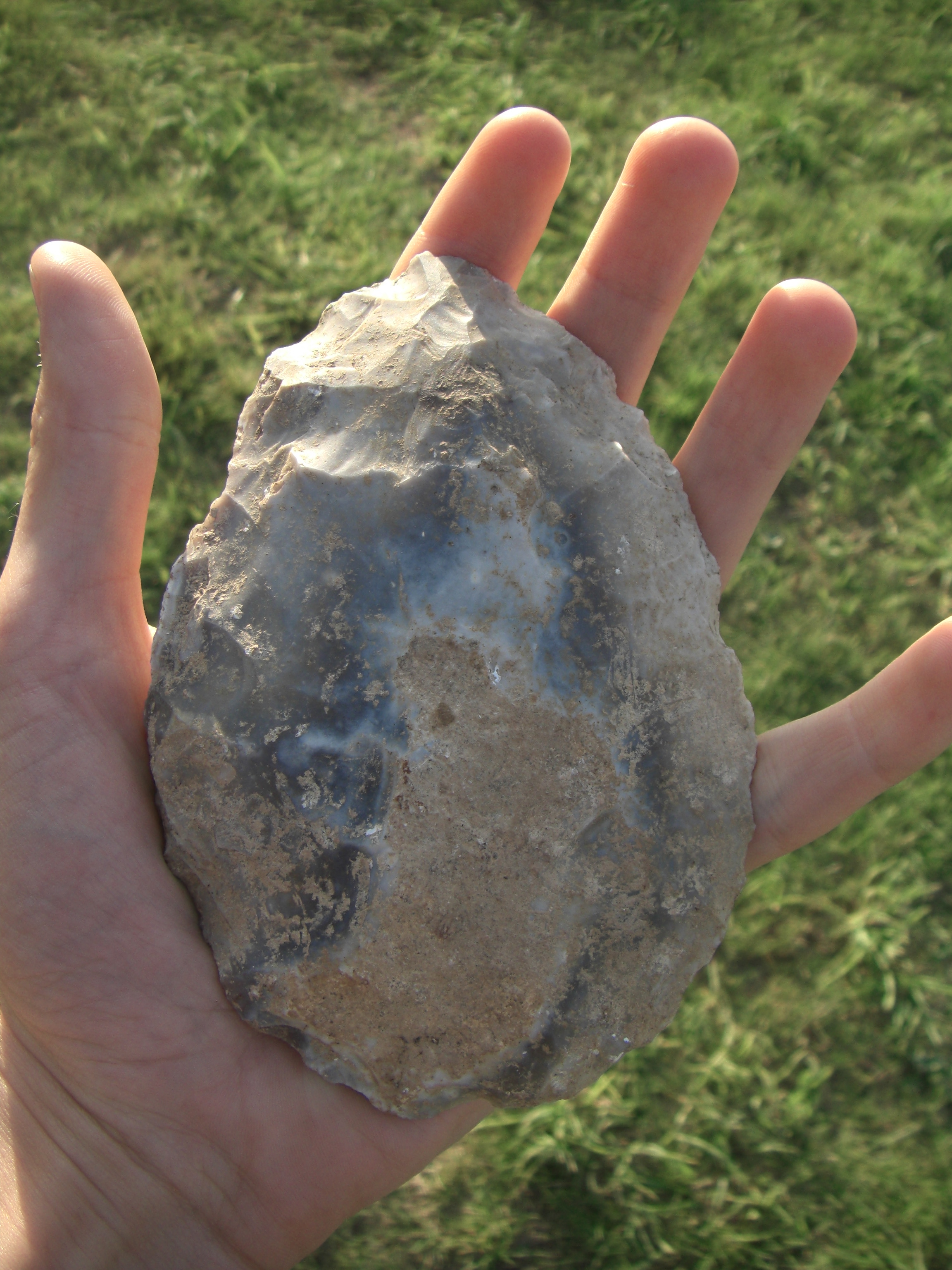
Faustkeil aus Boxgrove

Von Homo heidelbergensis sind zahlreiche Steinwerkzeuge bekannt, die u. a. zum Zerlegen von Fleisch dienten, aber auch zum Bearbeiten von Tierhäuten und Holz. Schmuckobjekte sind hingegen bisher nicht entdeckt worden.
„Kratzer im Zahnschmelz der oberen und unteren Schneidezähne, die bei geschlossenem Kiefer entstanden sein könnten, lassen für den Homo heidelbergensis von Sima de los Huesos darauf schließen, dass er Material mit den Zähnen festhielt und dann mit Steinwerkzeugen durchtrennte. Die meisten derartigen Kratzer verlaufen auf der Zahnoberfläche von links oben nach rechts unten; man kann also vermuten, dass die meisten Individuen von Sima de los Huesos Rechtshänder waren.“ An Funden aus der Höhle von Arago bei Tautavel in Südfrankreich wurde die Abnutzung der Zähne mikroskopisch untersucht. Die Ergebnisse ließen auf eine raue Nahrung schließen, die zu mindestens 80 Prozent aus pflanzlichen Anteilen bestand – dies entspricht ungefähr der Nahrungszusammensetzung, wie sie auch bei heutigen Jägern und Sammlern üblich ist.
Im Braunkohletagebau von Schöningen (Niedersachsen) wurden Holzspeere sowie ein beidseitig zugespitztes Wurfholz gefunden, die Homo heidelbergensis zugeordnet werden; für diese Schöninger Speere wurde ein Alter von rund 400.000 Jahren, aber auch – mit anderer Methodik – von rund 270.000 Jahren publiziert. Die Schöninger Speere sind überwiegend aus Fichtenholz gefertigt und bis zu 2,5 m lang. Aufgrund der Schwerpunktlage dürften sie als Wurfspeere benutzt worden sein. Die Speere befanden sich auf einem Jagdlagerplatz zwischen den Überresten von mindestens 15 Pferden. Daher kann angenommen werden, dass Homo heidelbergensis bereits die Großwildjagd zur Ernährung nutzte. Die sorgfältige Bearbeitung der Speere lässt auf eine gut ausgeprägte Kultur der Werkzeugherstellung schließen. Auch der Wurfstock von Schöningen wird ihm zugeschrieben, ebenso wie Holzschäfte für Steinklingen als erste Kompositgeräte. Sehr ähnliche Funde wurden beim Fundplatz Bilzingsleben gemacht. Neben vermutlichen Holzgeräten wurde hier ein Lagerplatz mit einfachen Wohnbauten und einem zentralen, gepflasterten Platz ausgehoben. Zudem fand man ein Knochenstück mit regelmäßigen geritzten Mustern. Wenngleich nicht bekannt ist, wozu dieser Knochen diente, kann er als Indiz für die Fähigkeit zu abstraktem Denken bewertet werden. Schnittspuren auf Knochen zeigen, dass Homo heidelbergensis Fleisch von den Knochen abschabte.
Auch die ältesten in Europa entdeckten, als gesichert geltenden Feuerstellen stammen von Homo heidelbergensis; sie wurden auf ein Alter von rund 400.000 Jahre geschätzt, sind aber möglicherweise nur etwa 270.000 Jahre alt. Eine Feuerstelle am Fundplatz Terra Amata in Frankreich wurde auf rund 380.000 Jahre datiert.
500.000 Jahre alte Steinartefakte aus Südafrika wurden 2012 als Speerspitzen interpretiert und gleichfalls Homo heidelbergensis zugeschrieben; allerdings ist die Zuordnung derart alter Homo-Funde aus Afrika zu Homo heidelbergensis umstritten, da sie von anderen Forschern als Homo erectus ausgewiesen werden. Ein ähnlich alter Fund wurde 2023 aus Sambia berichtet: Oberhalb der Kalambo-Fälle wurde im Bereich einer erstmals in den 1950er-Jahren von John Desmond Clark erschlossenen Fundstätte eine T-förmige Verbindung zweier Holzbalken entdeckt, für die mit Hilfe der Thermolumineszenzdatierung ein Alter von 476.000 ± 23.000 Jahren bestimmt wurde. Den Analysen der Forscher zufolge war an der Unterseite des oberen Balkens eine U-förmige, rund elf Zentimeter breite Aushöhlung eingekerbt worden, der darunterliegende Balken war ebenfalls bearbeitet worden, sodass er in diese Aushöhlung passte. „Auf der Oberfläche der Auskerbung sind Spuren des Hackens und Schabens zu erkennen“, berichteten die Archäologen. Mittels Infrarotspektroskopie wurde zudem belegt, dass beim Aushöhlen auch Feuer eingesetzt wurde. Sollte die Interpretation des Fundes korrekt sein, wäre dies die älteste Holzkonstruktion der Welt.

## Bekannte Fundstellen und ihr Alter
Die Funde von Homo heidelbergensis stammen zumeist aus Kalksteinhöhlen und Steinbrüchen sowie vereinzelt aus ehemaligen Flussbetten. Die Fundorte liegen durchweg unter 1000 m Höhe in Spanien, Frankreich, England, Deutschland, Ungarn, Italien und Griechenland sowie in Israel und Marokko. In England starben die Populationen während der Vereisungsphasen des Mittelpleistozäns vermutlich aus.
Bereits 1907 fand man in einem Steinbruch bei Weimar-Ehringsdorf einen Unterkiefer und 1908 Fragmente eines menschlichen Schädels, die heute zu Homo heidelbergensis gestellt werden können.

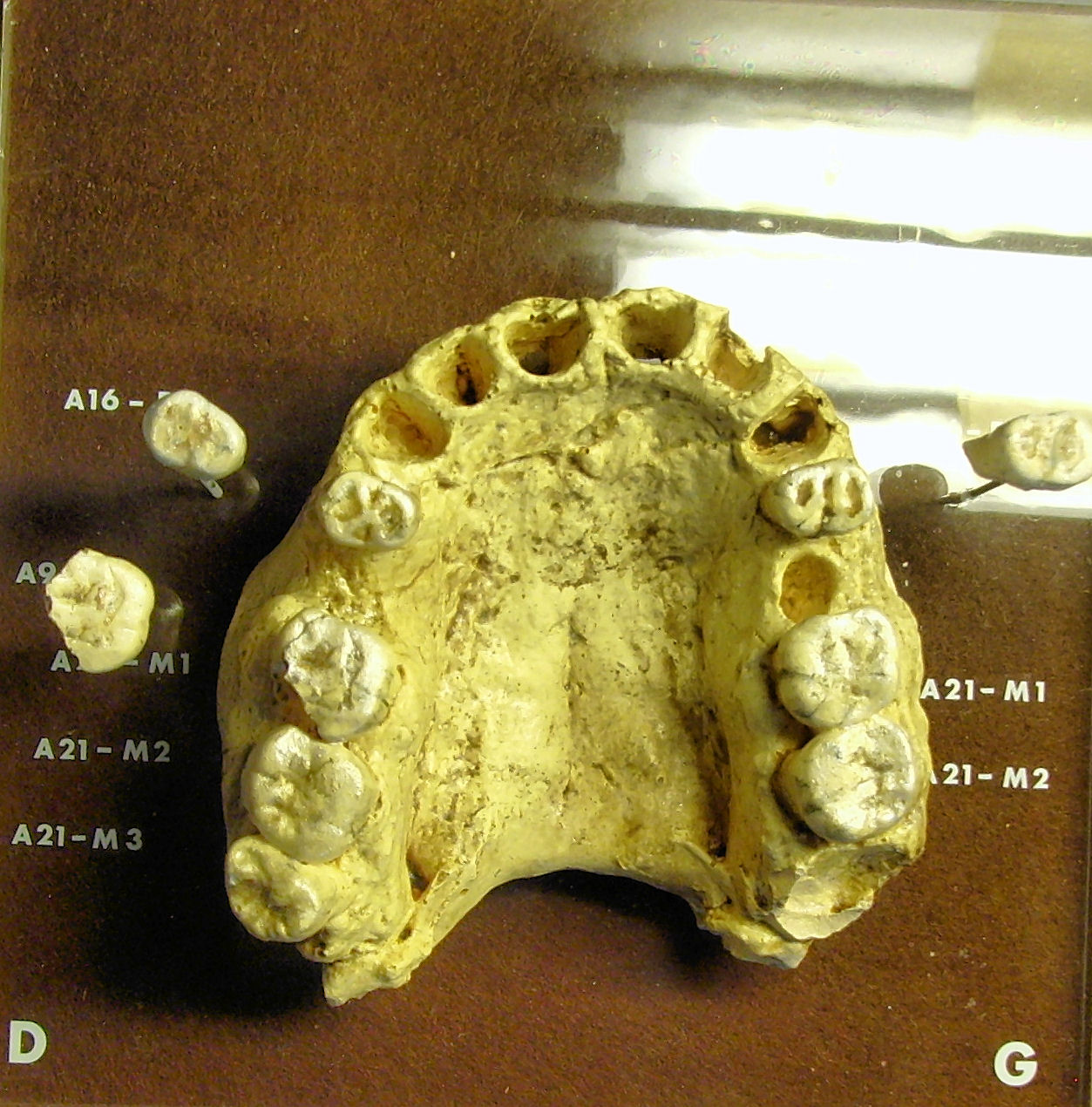
Nachbildung des Oberkiefers Arago I aus der Höhle von Arago

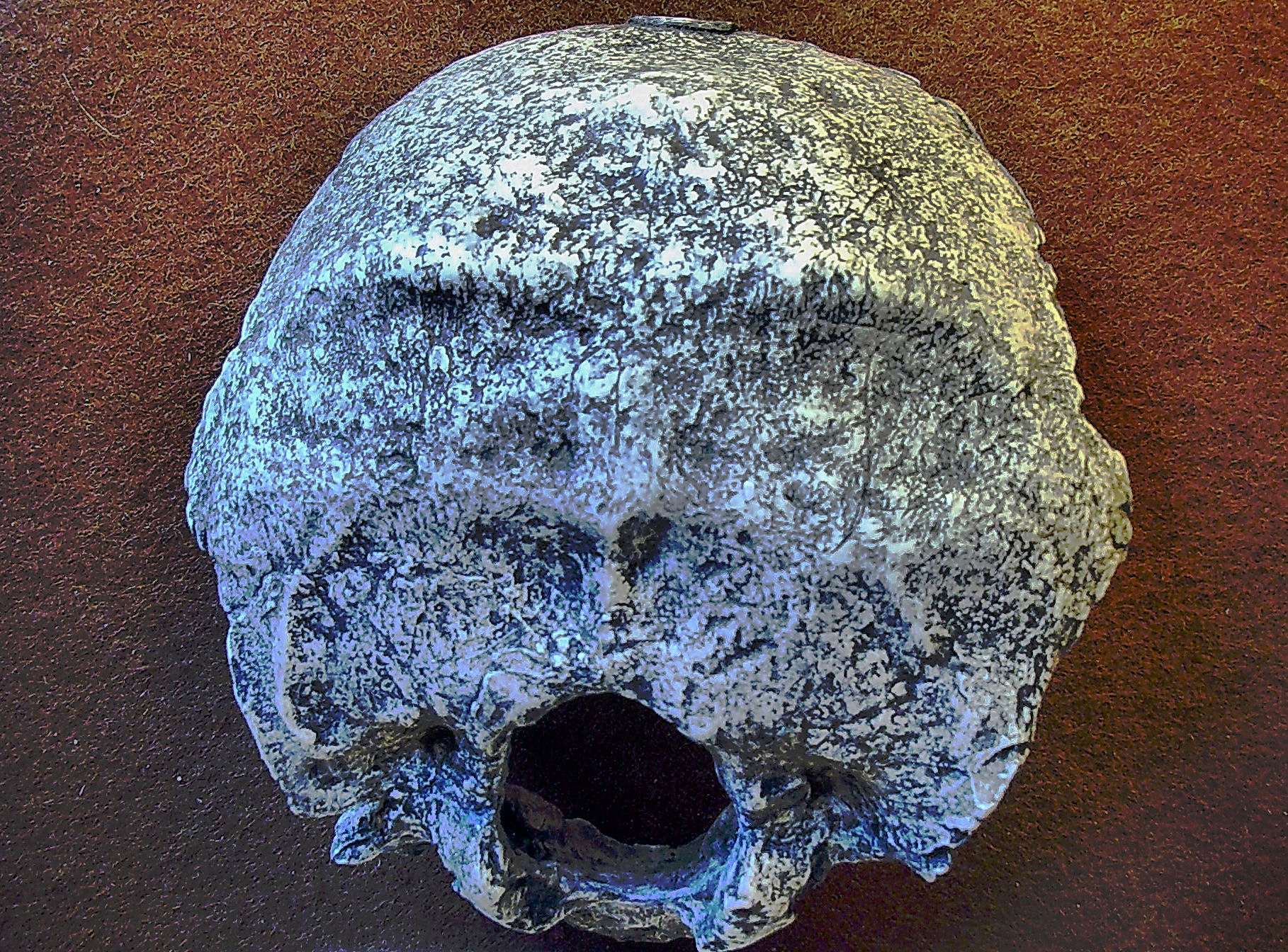
Der Swanscombe-Schädel (Nachbildung)

Die bekanntesten Fundorte, deren Fossilien als sicher datiert gelten und ebenfalls zu Homo heidelbergensis gestellt werden können, sind:
- Altersbestimmung durch absolute Datierung
  - Sierra de Atapuerca, Sima de los Huesos (Spanien), 600.000 – 400.000 Jahre[52] (Sima del Elefante und Gran Dolina = Homo antecessor)
  - Mala-Balanica-Höhle (Serbien), 500.000 – 400.000 Jahre[53]
  - Vértesszőlős (Ungarn), 500.000 – 350.000 Jahre
  - Bilzingsleben (Thüringen), 400.000 – 300.000 Jahre
  - Ehringsdorf (Thüringen), 250.000 – 200.000 Jahre (Neandertaler)
  - Tropfsteinhöhle von Petralona (Griechenland), 250.000 – 150.000 Jahre
  - Bau de l'Aubesier (Nähe Avignon, Frankreich), 190.000 Jahre

- Altersbestimmung durch relative Datierung
  - Ceprano (südöstlich von Rom), 880.000 (?) – 460.000 Jahre (= Homo cepranensis)
  - Boxgrove Quarry (bei Boxgrove, England), 500.000 Jahre
  - Höhle von Arago („Mensch von Tautavel“, Südfrankreich), 450.000 Jahre (siehe Abbildung rechts)
  - Steinbruch Thomas (bei Casablanca, Marokko), 400.000 Jahre
  - Swanscombe-Schädel (Borough of Dartford, England), ca. 400.000 Jahre (siehe Abbildung rechts)
  - Montmaurin (Südfrankreich), 300.000 – 200.000 Jahre
  - Zuttiyeh-Höhle (Israel), 250.000 Jahre
  - Steinheim an der Murr (Baden-Württemberg), 250.000 Jahre (= Homo steinheimensis)
  - Casal de' Pazzi (bei Rom), 250.000 – 200.000 Jahre
  - Reilingen (Baden-Württemberg), 250.000 – 125.000 Jahre
  - Grotte du Lazaret (bei Nizza, Südfrankreich), 200.000 Jahre

Bernard Wood ordnete 2008 in einer Übersichtsarbeit auch diverse Fossilien aus China Homo heidelbergensis zu, so die Funde aus Dali (300.000 – 200.000 Jahre), Jinniushan (ca. 200.000 Jahre), Xujiayao (ca. 100.000 Jahre) und Yunxian (600.000 – 300.000 Jahre). Chris Stringer hingegen wies 2012 darauf hin, dass die Funde aus Dali, Jinniushan, Yunxian sowie ein Fund aus Narmada in Indien möglicherweise den Denisova-Menschen zuzurechnen seien.
Von wann bis wann eine fossile Art existierte, kann jedoch in aller Regel nur näherungsweise bestimmt werden. Zum einen ist der Fossilbericht lückenhaft: Es gibt meist nur sehr wenige Belegexemplare für eine fossile Art. Zum anderen weisen die Datierungsmethoden zwar ein bestimmtes Alter aus, dies jedoch mit einer erheblichen Ungenauigkeit; diese Ungenauigkeit bildet dann die äußeren Grenzen bei den „von … bis“-Angaben für Lebenszeiten. Alle publizierten Altersangaben sind daher vorläufige Datierungen, die zudem nach dem Fund weiterer Belegexemplare möglicherweise revidiert werden müssen.

## Belege
1. ↑  z. B.
  - Theodor C. H. Cole, Wörterbuch der Tiernamen: Latein-Deutsch-Englisch / Deutsch-Latein-Englisch, 2. Aufl., Springer: Heidelberg, 2015, S. 210: „Homo heidelbergensis (Homo erectus heidelbergensis) Heidelbergmensch Heidelberg man“
  - Manfred Eichhorn (Hrsg.), Langenscheidt Routledge: German Dictionary of Biology / Wörterbuch Biologie Englisch: Volume/Band 2: English-German / Englisch-Deutsch, 2nd ed., Langenscheidt: Berlin / Routledge: London & New York, 1999, S. 373: „Heidelberg man (Evol) Homo erectus heidelbergensis, Heidelbergmensch m“
2. ↑  Elberfelder Zeitung vom 6. September 1856
3. ↑  William King: The Reputed Fossil Man of the Neanderthal. In: Quarterly Journal of Science. Herausgegeben von James Samuelson und William Crookes. Band 1, London/Paris/Leipzig, 1864, S. 88–97
4. ↑  Chris Stringer: Comment: What makes a modern human. In: Nature. Band 485, Nr. 7396, 2012, S. 33–35 (hier S. 34), doi:10.1038/485033a
5. ↑  Michael F. Hammer et al.: Genetic evidence for archaic admixture in Africa. In: PNAS. Band 108, Nr. 37, 2011, S. 15123–15128, doi:10.1073/pnas.1109300108
6. ↑  Günther A. Wagner et al.: Radiometric dating of the type-site for Homo heidelbergensis at Mauer, Germany. In: PNAS. Band 107, Nr. 46, 2010, S. 19726–19730, doi:10.1073/pnas.1012722107
7. ↑  Otto Schoetensack: Der Unterkiefer des Homo Heidelbergensis aus den Sanden von Mauer bei Heidelberg. Ein Beitrag zur Paläontologie des Menschen. Leipzig, 1908, Verlag von Wilhelm Engelmann, S. 40. – „Präneandertaloid“ bedeutet: ähnlich wie ein Neandertaler, aber älter als dieser.
8. ↑  Chris Stringer: A multivariate study of the Petralona skull. In: Journal of Human Evolution. Band 3, Nr. 5, 1974, S. 397–400, doi:10.1016/0047-2484(74)90202-4
9. ↑  Björn Kurtén, Aris N. Poulianos: Fossil Carnivora of Petralona Cave: status of 1980. In: Anthropos. Band 8, 1981, S. 9–56,  Volltext (PDF; 15,5 MB) (Memento vom 18. April 2016 im Internet Archive)
10. ↑  Chris Stringer: Some further notes on the morphology and dating of the Petralona hominid. In: Journal of Human Evolution. Band 12, Nr. 8, 1983, S. 731–742, doi:10.1016/S0047-2484(83)80128-6
11. ↑  Gary J. Sawyer, Viktor Deak: Der lange Weg zum Menschen. Lebensbilder aus 7 Millionen Jahren Evolution. Spektrum Akademischer Verlag, Heidelberg, 2008, S. 158
12. ↑  Robert Foley: Menschen vor Homo sapiens. Wie und warum unsere Art sich durchsetzte. Jan Thorbecke Verlag, 2000, S. 153
13. ↑  Ian Tattersall: The Strange Case of the Rickety Cossack – and Other Cautionary Tales from Human Evolution. Palgrave Macmillan, New York 2015, S. 186, ISBN 978-1-137-27889-0
14. 1 2  Bernard Wood, Nicholas Lonergan: The hominin fossil record: taxa, grades and clades. In: Journal of Anatomy. Band 212, Nr. 4, 2008, S. 362, doi:10.1111/j.1469-7580.2008.00871.x, Volltext (PDF; 292 kB) (Memento vom 20. Oktober 2012 im Internet Archive)
15. ↑  Ann Gibbons: A new face for human ancestors. In: Science. Band 276, Nr. 5317, 1997, S. 1331–1333, doi:10.1126/science.276.5317.1331
16. ↑  Jean-Jacques Hublin: The origin of Neandertals. In: PNAS. Band 106, Nr. 38, 2009, S. 16022–16027, doi:10.1073/pnas.0904119106 (Volltext)
17. ↑  Bernard G. Campbell: A new taxonomy of fossil man. In: Yearbook of Physical Anthropology. Band 17, 1973, S. 194–201.
18. ↑  Mirjana Roksandic, Predrag Radović, Xiu-Jie Wu und Christopher J. Bae: Resolving the „muddle in the middle“: The case for Homo bodoensis sp. nov. In: Evolutionary Anthropology. Band 30, Nr. 5, 2021, S. 1–10, doi:10.1002/EVAN.21929.
19. ↑  Thomas Junker: Die Evolution des Menschen. 2. Auflage. C. H. Beck, München 2008, S. 34, ISBN 978-3-406-53609-0.
20. ↑  Jesús Rodríguez et al.: Sustainable human population density in Western Europe between 560.000 and 360.000 years ago. In: Scientific Reports. Band 12, Artikel-Nr. 6907, 2022, doi:10.1038/s41598-022-10642-w.
 Mehr Frühmenschen in Europa. Auf: scinexx.de vom 2. Mai 2022.
21. ↑  Juan Luis Arsuaga et al.: Postcranial morphology of the middle Pleistocene humans from Sima de los Huesos, Spain. In: PNAS. Band 112, Nr. 37, 2015, S. 11524–11529, doi:10.1073/pnas.1514828112, Volltext (PDF).
22. ↑  Jean-Jacques Hublin: How to build a Neandertal. In: Science. Band 44, Nr. 6190, 2014, S. 1338–1339, doi:10.1126/science.1255554.
23. ↑  Juan Luis Arsuaga et al.: Neandertal roots: Cranial and chronological evidence from Sima de los Huesos. In: Science. Band 344, Nr. 6190, 2014, S. 1358–1363, doi:10.1126/science.1253958, Volltext (PDF).
24. ↑  James L. Bischoff et al.: High-resolution U-series dates from the Sima de los Huesos hominids yields 600 kyrs: implications for the evolution of the early Neanderthal lineage. In: Journal of Archaeological Science. Band 34, Nr. 5, 2007, S. 763–770, doi:10.1016/j.jas.2006.08.003.
25. ↑  José María Bermúdez de Castro et al.: A Hominid from the Lower Pleistocene of Atapuerca, Spain: Possible Ancestor to Neanderthals and Modern Humans. In: Science. Band 276, Nr. 5317, 1997, S. 1392–1395, doi:10.1126/science.276.5317.1392.
26. ↑  Ungeheuer robust und kräftig. Auf: spektrum.de vom 31. Oktober 2007.
27. ↑  Gary J. Sawyer, Viktor Deak: Der lange Weg zum Menschen, S. 153.
28. ↑  José-Miguel Carretero et al.: Stature estimation from complete long bones in the Middle Pleistocene humans from the Sima de los Huesos, Sierra de Atapuerca (Spain). In: Journal of Human Evolution. Band 62, Nr. 2, 2012, S. 242–255, doi:10.1016/j.jhevol.2011.11.004.
29. ↑  Thorolf Hardt, Bernd Herkner und Ulrike Menz: Safari zum Urmenschen. Schweizerbart'sche Verlagsbuchhandlung, Stuttgart 2009, S. 124–126, ISBN 978-3-510-61395-3.
30. ↑  Juan Luis Arsuaga et al.: Neandertal roots: Cranial and chronological evidence from Sima de los Huesos. In: Science. Band 344, Nr. 6190, 2014, S. 1358–1363, doi:10.1126/science.1253958.
31. ↑  Jeffrey H. Schwartz und Ian Tattersall: Fossil evidence for the origin of Homo sapiens. In: American Journal of Physical Anthropology. Band 143, Supplement 51 (= Yearbook of Physical Anthropology), 2010, S. 94–121 (hier S. 101), doi:10.1002/ajpa.21443.
32. ↑  Matthias Meyer et al.: Amitochondrial genome sequence of a hominin from Sima de los Huesos. In: Nature. Band 505, 2014, S. 403–406, doi:10.1038/nature12788.
33. ↑  José-Miguel Carretero et al.: Stature estimation from complete long bones in the Middle Pleistocene humans from the Sima de los Huesos, Sierra de Atapuerca (Spain). In: Journal of Human Evolution. Band 62, Nr. 2, 2012, S. 242–255, doi:10.1016/j.jhevol.2011.11.004.
34. ↑  Älteste menschliche DNA entziffert. Max-Planck-Gesellschaft vom 4. Dezember 2013.
35. ↑  Ewen Callaway: Hominin DNA baffles experts. In: Nature. Band 504, 2013, S. 16–17, doi:10.1038/504016a.
36. ↑  Altsteinzeitlicher Schlachtplatz für Elefanten in Griechenland entdeckt. Auf: idw-online vom 25. November 2015.
37. ↑  Gary J. Sawyer, Viktor Deak: Der lange Weg zum Menschen, S. 155.
38. ↑  Marina Lozano et al.: Right handedness of Homo heidelbergensis from Sima de los Huesos (Atapuerca, Spain) 500,000 years ago. In: Evolution & Human Behavior. Band 30, Nr. 5, 2009, S. 369–376, doi:10.1016/j.evolhumbehav.2009.03.001.
David W. Frayer et al.: More than 500,000 years of right-handedness in Europe. In: Laterality: Asymmetries of Body, Brain and Cognition. Band 17, Nr. 1, 2012, S. 51–69, doi:10.1080/1357650X.2010.529451.
39. ↑  Gary J. Sawyer, Viktor Deak: Der lange Weg zum Menschen, S. 153.
40. ↑  Hartmut Thieme: Altpaläolithische Holzgeräte aus Schöningen, Lkr. Helmstedt – Bedeutsame Funde zur Kulturentwicklung der frühen Menschen. Germania 77, 1999, S. 451–487, doi:10.11588/ger.1999.91650.
41. ↑  Hartmut Thieme: The Lower Palaeolithic art of hunting – the case of Schöningen 13 II-4, Lower Saxony, Germany. In: Chris Gamble und Martin Porr (Hrsg.): The hominid individual in context. Archaeological investigations of Lower and Middle Palaeolithic landscapes, locals and artefacts. London, New York, 2005, S. 115–132.
42. ↑  Almut Bick: Die Steinzeit. Theiss WissenKompakt, Stuttgart 2006, ISBN 3-8062-1996-6.
43. ↑  Dietrich Mania: Auf den Spuren des Urmenschen. Berlin, 1990, S. 1–283.
44. ↑  Wil Roebroeks, Paola Villa: On the earliest evidence for habitual use of fire in Europe. In: PNAS. Band 108, Nr. 13, 2011, S. 5209–5214, doi:10.1073/pnas.1018116108.
45. 1 2  Forscher finden 500.000 Jahre alte Hightech-Waffen. Auf: welt.de vom 19. November 2012 (mit Abb.)
46. ↑  O. Jöris: Aus einer anderen Welt – Europa zur Zeit des Neandertalers. In: N. J. Conard et al. (Hrsg.): Vom Neandertaler zum modernen Menschen. Ausstellungskatalog, Blaubeuren 2005, S. 47–70.
47. ↑  Jayne Wilkins et al.: Evidence for Early Hafted Hunting Technology. In: Science. Band 338, Nr. 6109, 2012, S. 942–946, doi:10.1126/science.1227608
Archaeologists identify spear tips used in hunting a half-million years ago. Auf: eurekalert.org vom 15. November 2012 (mit Abb.)
48. ↑  Lawrence Barham et al.: Evidence for the earliest structural use of wood at least 476,000 years ago. In: Nature. Band 622, 2023, S. 107–111, doi:10.1038/s41586-023-06557-9.
These ancient whittled logs could be the earliest known wooden structure. Auf: nature.com vom 20. September 2023.
 Half-million-year-old ‘Lincoln Logs’ may be first wood structure made by ancient humans. Auf: science.org vom 20. September 2023.
49. ↑  Archäologen entdecken die älteste Holzkonstruktion der Welt. Auf: wissenschaft.de vom 20. September 2023.
50. ↑  Gustav Schwalbe: Über einen bei Ehringsdorf in der Nähe von Weimar gefundenen Unterkiefer des Homo primigenius. In: Anatomischer Anzeiger. Band 47, 1914, S. 337–345. – Die Fragmente wurden erst 1960 von Günter Behm-Blancke wissenschaftlich beschrieben.
51. ↑  Gary J. Sawyer, Viktor Deak (2008), S. 154 f.
52. ↑  James L. Bischoff et al.: High-resolution U-series dates from the Sima de los Huesos hominids yields 600 kyrs: implications for the evolution of the early Neanderthal lineage. In: Journal of Archaeological Science. Band 34, Nr. 5, 2007, S. 763–770, doi:10.1016/j.jas.2006.08.003
53. ↑  William J. Rink et al.: New Radiometric Ages for the BH-1 Hominin from Balanica (Serbia): Implications for Understanding the Role of the Balkans in Middle Pleistocene Human Evolution. In: PLoS ONE. Band 8, Nr. 2: e54608, doi:10.1371/journal.pone.0054608
54. ↑  Chris Stringer: The status of Homo heidelbergensis (Schoetensack 1908). In: Evolutionary Anthropology: Issues, News, and Reviews. Band 21, Nr. 3, 2012, S. 101–107, doi:10.1002/evan.21311